# Philippe Cudré-Mauroux
Philippe Cudré-Mauroux (* 13. September 1976 in Freiburg i.Üe.) ist ein Professor der Universität Freiburg (CH) am Departement für Informatik. Er leitet das eXascale Infolab, welchem eine Gruppe von Forschern angehören, die Infrastrukturen entwerfen für den Einsatz großer Datenmengen. Bevor er an die Universität Freiburg kam, war er am Massachusetts Institute of Technology im Database Systems lab tätig. Cudré-Mauroux hat an der EPFL in Lausanne doktoriert.

## Preise
Philippe Cudré-Mauroux hat im Jahr 2013 den Faculty Research Award von Google gewonnen, um Suchmaschinen dank menschlicher Hilfe zu verbessern.
Darüber hinaus wurden ihm unter anderem auch die folgenden Awards verliehen:
- 2012: Swiss National Center in Research MICS, Best Computer Science Contribution award, Schweizerischer Nationalfonds (SNF), Switzerland.
- 2010: SNF Professorship, Switzerland.
- 2009: Jim Gray Seed Award, Microsoft, USA.
- 2007: Doctorate Award, EPFL, Schweiz.
- 2007: Press Mention (für herausragende Publikation), EPFL, Schweiz.